# Grammitis smithii
Grammitis smithii là một loài dương xỉ trong họ Polypodiaceae. Loài này được Stolze mô tả khoa học đầu tiên.
Danh pháp khoa học của loài này chưa được làm sáng tỏ. 